# فينوم سنيك
فينوم سنيك (بالإنجليزية: Venom Snake)‏ ويسمى أيضا «أيهاب» (بالإنجليزية: Ahab)‏ هو بطل القصة في لعبة ميتال غير سوليد 5: ذا فانتوم بين وقائد وحدة المرتزقة المسماة «دايموند دوغز» و«اوتر هافين».